# دانكن دونتس
دانكن دونتس (بالإنجليزية: Dunkin' Donuts)‏ سلسلة محلات قهوة عالمية، بدأت منذ 1950 في كوينسي بالولايات المتحدة الأمريكية. 
ولدينا اهم شخصية وزبونه وعادي تدمر صحتها عشان تشرب كوفي هيا البطله شمس ام اطيب واجمل قلب التي ليس لها مثيل. 

## نظرة تاريخية
قام ويليام روزبيرغ بافتتاح مطعم يبيع القهوة والدونات عام 1948، في كوينسي (ماساتشوستس) وأطلق عليه اسم The Open Kettle أي المقلاة المفتوحة. بعد أن لاقى المشروع النجاح، وبعد فترة قام بافتتاح أول محل للقهوة والدونت عام 1950، عرف باسم دانكن دونتس حيث ما زال قائما حتى يومنا هذا. وفي 1954 افتتح روزنبورق خمسة فروع أخرى من محلات دانكن دونتس مع إضافة بعض المنتجات الأخرى إلى قائمة الطلبات.
بدأ روزنبيرغ في بيع حقوق الامتياز التجاري لعلامته التجارية منذ عام 1955 بهدف توسيع أنشطته وإدخال علامته التجارية إلى المزيد من الأسواق.
في 1980 اشترت شركة دانكن دونتس باسكن روبنز وبعض الشركات الأخرى لتأسيس شركه تحالفيه تسمى علامة دانكن Dunkin' Brands وانتشرت بعدها في جميع أنحاء العالم.
توسعت دانكن دونتس في تسعينيات القرن العشرين، واستحوذت على سلسلتي المقاهي المنافستين لها وهما داون دونتس، ومستر دونت. وأصبحت تمتلك بحلول عام 1998 نحو 2500 مقهى حول العالم، وتحقق مبيعات سنوية بلغت حوالي 2 مليار دولارًا أمريكيًا.
أعلنت دانكن دونتس في فبراير 2018 عن خططها للتخلص التدريجي من استعمال أكواب مصنوعة من مادة البوليسترين عالميًا بهدف الحفاظ على البيئة بحلول أبريل 2020.
دخلت دانكن دونتس في يونيو 2019 في شراكة مع شركة غراب هب لبدء طرح خدمة توصيل دانكن الجديدة. ثم تعاقدت في يوليو 2019 مع شركة بيوند ميت المصنعة لمنتجات بدائل اللحوم النباتية لتقديم شطيرة إفطار خالية من اللحوم في مدينة مانهاتن لتصبح أول علامة تجارية لمطعم في الولايات المتحدة تقدم أطعمة من بدائل اللحوم.
استحوذت شركة إنسباير براندز المدعومة من أصحاب الأسهم الخاصة في 15 ديسمبر 2020 على شركة دانكن دونتس والشركات والعلامات التجارية التابعة لها مقابل 11.3 مليار دولارًا أمريكيًا.

## الفروع والمواقع

أماكن تواجد مقاهي سلسلة دانكن دونتس حول العالم
المواقع الحالية
القواعد العسكرية فقط
مواقع مخططة مستقبلًا
مواقع سابقة

يوجد حاليًا ما يقرب من 12900 مطعمًا تابعًا لسلسلة دانكن دونتس في 42 دولة حول العالم، وبذلك تعد دانكن دونتس واحدة من أكبر سلاسل المقاهي ومحلات بيع الكعك في العالم. وتعتبر كوريا الجنوبية هي أكبر سوق دولي لسلسلة مطاعم ومقاهي دانكن دونتس في العالم خارج الولايات المتحدة الأمريكية، حيث تحتوي على حوالي 900 مقهى ومطعم من سلسلة دانكن دونتس، وتحقق نحو 40 في المائة من إجمالي مبيعات السلسلة الدولية.
افتتحت دانكن دونتس موقعها المائة في عام 1963.
أعلنت دانكن دونتس في يوليو 2020 عن نيتها لإغلاق 800 مطعم لها في الولايات المتحدة الأمريكية بشكلٍ دائم بحلول نهاية العام بسبب انخفاض المبيعات بنسبة 20 في المائة في الربع الثاني من العام خلال جائحة فيروس كورونا.

## الإيرادات
بلغت مبيعات دانكن دونتس حول العالم نحو 6 مليارات دولارًا أمريكيًا في عام 2010.

## أرقام وحقائق
دانكن دونتس كما تقول انها نجحت بأن تكون من سلسلة الأكثر مقاهي والسلع المخبوزه انتشاراً في العالم،
وتخدم أكثر من 2.7 مليون زبون باليوم الواحد، وتملك تقريباً 8,000 محل بأكثر من 30 دولة حول العالم.
في السنوات الماضية، اظهرت الشركة إعلانات منتجات القهوة بكثره وبأنها تتعلق بمنتجات السلع المخبوزه لديها. في 2003 قامت شركة دانكن دونتس بإضافة شعار الشركة بكأس القهوة. وفي السنوات الأخيرة الشركة أصبحت تبيع القهوة أكثر من الدونت.
والان الشركة تقدم العديد من أنواع واشكال القهوة، بأشكالها الحارة والمثلجة ومنها
1. اسبريسو، كابتشينو، لاتيه - وهذه مشروبات القهوة الإيطاليا المختلفة، متوفره في أغلب محلات دانكن دونتس.
2. قهوة بالنكهات - وخيارات النكهات وهي : الفانيليا الفرنسية، البندق، سينامون، اللوز المحمص، كراميل، جوز الهند، توت، العنب، والشوكولاتة، والعديد من النكهات الأخرى، كل هذه النكهات يمكن أن تضاف إلي أي من قهواتهم، وكذلك إمكانية مزج أكثر من نكهة بقهوة واحده.
3. لاتيه المثلج - وهناك نوعين من تشكيلاتها وهي بالكارميل أو بالموكا، كل من هذه القهوتين تحتوي على الاسبريسو، نكهة موكا\ كراميل، حليب وعلى سطحها الأعلى كريم مخفوق وبعض النكهات.
4. لاتيه اسبريسو الخفيفه - ممزوجه مع الحليب، ونوع خاص من السكر يسمى سبليندا لجعل طعمه مميز.
5. اسبريسو الإضافيه، يضاف عليه الكثير من الاسبريسو وشعارهم يقول على هذا المنتج (يزودك بالطاقة خلال يومك)

- المشروبات الساخنة الأخرى :

1. هوت شوكليت (الشوكولاتة الساخنة)
2. شاي
3. وايت هوت شوكليت (الشوكولاتة الساخنة البيضاء)

والعديد من المشروبات الساخنة الأخرى

## المواقع الرسمية
موقع دانكن دونتس الرسمي
موقع علامة دانكن